# Anne Cheng
Pour les articles homonymes, voir Cheng.
Anne Cheng-Wang, plus connue sous son nom de naissance d'Anne Cheng (nom en chinois simplifié : 程艾兰 ; chinois traditionnel : 程艾蘭 ; pinyin : Chéng Àilán), née le 11 juillet 1955 à Paris, est une universitaire et sinologue française,.
Depuis 2008, elle est titulaire de la chaire « Histoire intellectuelle de la Chine » du Collège de France.

## Biographie

### Études
Anne Cheng est ancienne élève de l'École normale supérieure de jeunes filles (Lettres, 1975) et docteur en études chinoises de l'université Paris-VII Diderot (1982). Sa thèse portant sur He Xiu 何休 (129-182), un exégète du Classique des Printemps et Automnes dans la tradition Gongyang fut effectuée sous la direction de Léon Vandermeersch.
Durant ses études, elle fait une double licence, elle est pendant un an lectrice de FLE à l'université de Cambridge et passe l'année suivante à l'université d'Oxford dans le cadre d'un travail sur la pensée de John Locke.

### Parcours d'enseignant-chercheur
Elle est chargée de recherches au Centre national de la recherche scientifique de 1982 à 1987. En parallèle, elle enseigne l'histoire de la pensée chinoise à l'Institut national des langues et civilisations orientales (Inalco). Elle obtient son habilitation à diriger des recherches en 1995 à l'université Paris Diderot et devient professeur à l'Inalco à partir de 1997,.
À l'Inalco, elle est responsable du « Centre d'études chinoises » et du master « Hautes études Asie Pacifique ». Elle est également vice-présidente de l'Association européenne d'études chinoises. Elle est titulaire de la chaire d'« Histoire intellectuelle de la Chine et du monde sinisé » de l'Institut universitaire de France. Elle a été élue en 2008 au Collège de France, où ses cours depuis l'année 2009 portaient sur « Confucius revisité : textes anciens, discours nouveaux ». En 2018-2019, son cours s'intitulait : « Universalité, mondialité, cosmopolitisme (Chine, Japon, Inde) » et en 2020-2021 : « La Chine est-elle (encore) une civilisation ? ».
Professeur invité dans plusieurs universités d'Amérique du Nord, d'Europe et du Proche-Orient, elle codirige depuis 2010 la collection Bibliothèque chinoise aux éditions des Belles Lettres.

### Vie privée
Elle est la fille de l'universitaire et écrivain français d'origine chinoise François Cheng, titulaire du 34e fauteuil de l'Académie française depuis le 13 juin 2002, et de l'artiste peintre chinoise Zheng Zhen-ting. Alors que sa mère est très tôt retournée vivre en Chine, elle passe son enfance avec son père, converti au catholicisme, et sa belle-mère française, Micheline née Benoit, à Chatou puis à Vitry-sur-Seine, jusqu'à son entrée à l’École normale supérieure de Sèvres. Son mari, Wang Yun, qui avait grandi en Chine et était de nationalité chinoise, informaticien de profession, est mort en 2013. Le couple a eu deux filles, qui ont reçu une éducation française associée aux valeurs chinoises d'humanité.

## Publications principales

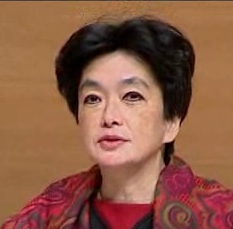
Anne Cheng en 2008.

### Ouvrages
- Entretiens de Confucius (traduction intégrale avec introduction, notes, cartes et chronologie), Paris, Éditions du Seuil, 1981[13] (2e édition révisée en 1985,  (ISBN 2757840266)), 180 p.
  - Réédition dans la collection « Les grands textes sacrés de l'humanité » en 7 volumes, Éditions du Seuil, 1992.
  - Traduction en portugais : Dialogos de Confucio, São Paulo, Ibrasa, 1983.
  - Traduction en italien : Confucio Dialoghi, Milan, Mondadori, 1989.
- Étude sur le confucianisme han : l'élaboration d'une tradition exégétique sur les classiques, Paris, Institut des hautes études chinoises, 1985[14], 322 p.  (ISBN 2857570368)
- Histoire de la pensée chinoise, Paris, Éditions du Seuil, 1997[15], 650 p.
  - Réédition révisée et mise à jour en format de poche dans la collection « Points-Essais », 2002  (ISBN 978-2020540094).
- La Chine pense-t-elle ?, Paris, Collège de France/Fayard, 2009[16]  (ISBN 9782213642925)
- Le Pousse-pousse (Traduction intégrale ; avec François Cheng), Paris, Éditions Picquier, 2012.

### Ouvrages collectifs
- La pensée en Chine aujourd'hui [sous la dir. de], Paris, Gallimard, coll. « Folio essais », 2007, 478 p.[17],[18]  (ISBN 978-2070336500)
- Les grandes civilisations (ouvrage collectif), Paris, Collège de France/Bayard, 2011
- Lectures et usages de la Grande Étude (Chine, Corée, Japon) [sous la dir. de], Paris, Odile Jacob, 2015[19]
- Exploring Courtroom Discourse: The Language of Power and Control (ouvrage collectif), Londres/New York, Routledge, 2016
- Hériter, et après ? (ouvrage collectif), Paris, Gallimard, coll. « Folio Essais », 2017
- Tous philosophes ? (ouvrage collectif), Paris, Gallimard, coll. « Folio Essais », 2019
- Une boussole pour l'Après (ouvrage collectif), Paris, Collège de France, 2020
- Civilisations : questionner l'identité et la diversité (ouvrage collectif), Paris, Odile Jacob, 2021
- Le Traité des rites : canonisation du rituel et ritualisation de la société (ouvrage collectif), Paris, Maisonneuve et Larose, 2021  (ISBN 978-2377011131)
- India-China : Intersecting Universalities [sous la dir. de], Paris, Collège de France, 2021
- Historians of Asia on Political Violence [sous la dir. de], Paris, Collège de France, 2021
- Penser en Chine [sous la dir. de], Paris, Gallimard, coll. « Folio essais », 2021[20]  (ISBN 978-2072870927)

## Distinctions

### Décorations
- Officier de la Légion d'honneur[21] (2016 ; Chevalier en 2008[22]) ;
- Commandeur de l'ordre national du Mérite[23] (2024 ; Officier en 2013[24])

### Récompenses académiques
- Docteure honoris causa de l'université Fudan[6] ;
- Docteure honoris causa de l'université autonome de Barcelone[6] ;
- Prix Stanislas-Julien de l'Académie des inscriptions et belles-lettres (1998)[25] ;
- Prix Dagnan-Bouveret de l'Académie des sciences morales et politiques (1997)[1].